# Agorioides
Agorioides Maddison & Szűts, 2019 è un genere di ragni appartenente alla famiglia Salticidae.

## Distribuzione
Le 2 specie sono state reperite in Papua Nuova Guinea.

## Tassonomia
Per la descrizione delle caratteristiche di questo genere sono stati esaminati gli esemplari tipo di A. cherubino Maddison & Szűts, 2019.
Non sono stati esaminati esemplari di questo genere dal 2019.
Attualmente, a gennaio 2022, si compone di 2 specie:
- Agorioides cherubino (Maddison & Szűts, 2019)[2] — Papua Nuova Guinea
- Agorioides papagena (Maddison & Szűts, 2019) — Papua Nuova Guinea